# 三毛猫ホームズの暗闇
『三毛猫ホームズの暗闇』（みけねこホームズのくらやみ）は、日本の小説家赤川次郎によって1998年に発表された三毛猫ホームズシリーズの短編集である。

## あらすじ
とあるバスに乗り込んだ片山義太郎、晴美、石津、ホームズの一行。だが、そのバスには、殺人犯の家族と、被害者の家族が同乗していた。車内の空気が悪くなる中、バスはトンネルにさしかかる。そのとき、トンネルが崩落し、バスは中に閉じ込められてしまう。そして、車内で殺人が起こった。

## 主な登場人物
- 片山義太郎 - 警視庁捜査一課のダメ刑事
- 片山晴美 - 義太郎の妹
- 石津刑事 - 晴美に恋をする猫嫌いの刑事
- ホームズ - 三毛猫

## 収録作品
- 三毛猫ホームズの暗闇（初出『小説宝石』1997年7月号）
- 三毛猫ホームズの無邪気（イノセント）（初出『小説宝石』1998年1月号）
- 三毛猫ホームズの涙雨（初出『小説宝石』1998年3月号）
- 三毛猫ホームズの包囲網（初出『別冊小説宝石』1998年初夏特別号）
- 三毛猫ホームズの沈没（初出『小説宝石』1998年5月号）

## 書誌情報
- 『三毛猫ホームズの暗闇』（光文社 カッパノベルス、1998年5月25日） ISBN 4-334-07288-7
- 『三毛猫ホームズの暗闇』（光文社 光文社文庫、2001年7月20日） ISBN 4-334-73172-4
- 『三毛猫ホームズの暗闇』（角川書店 角川文庫、2010年6月25日） ISBN 978-4-04-387018-9